# Tour de Francia 1925
El 19.º Tour de Francia se disputó entre el 21 de junio y el 19 de julio de 1925 con un recorrido de 5430 km dividido en 18 etapas.
La carrera fue ganada por segundo año consecutivo por el  italiano Ottavio Bottecchia, a una velocidad media de 24,775 km / h, con casi una hora de diferencia respecto al segundo clasificado, el belga Lucien Buysse. De los 130 ciclistas que tomaron la salida, solo 49 finalizaron la carrera.
Botecchia se convierte en el cuarto corredor en ganar dos Tours de forma consecutiva, después de Lucien Petit-Breton, Firmin Lambot y Philippe Thys.
Por primera vez, ningún ciclista francés acaba entre los diez primeros de la carrera.

## Cambios respecto a la edición anterior
Entre 1919 y 1924 los equipos comerciales no habían tomado parte en el Tour por culpa del impacto económico de la Primera Guerra Mundial. En 1925 estos equipos volvieron a tomar parte. 
Por primera vez el Tour de Francia comenzó a las afueras de París, en le Vésinet. Así mismo,  se incrementaron el número de etapas; pasando de 15, como se venía haciendo desde 1910, a 18, y disminuyendo también la media de kilómetros por etapa.
Las bonificaciones que se daban al vencedor de cada etapa fueron eliminadas. Después de que Henri Pélissier creara una polémica al abandonar el Tour de Francia de 1924 en quejándose de la dureza de la carrera a un periodista, la organización del Tour introdujo una nueva regla por la que aquel ciclista que dañara la imagen del Tour tendría prohibida su participación en años posteriores.

## Participantes
Los participantes fueron divididos en dos grupos: 39 ciclistas corrieron en equipos patrocinados, y 91 corrieron como  touriste-routiers . Los equipos no tenían la misma cantidad de ciclistas: el más numeroso, JB Louvet, contaba con ocho ciclistas, mientras el más pequeño, J.Alavoine-Dunlop, sólo contaba con un ciclista, Jean Alavoine. Había 10 equipos. 57 franceses, 34 belgas, 28 italianos, 5 suizos, 5 luxemburgueses y 1 español tomaron la salida. Este catalán era Desiderio Vinuesa, el cual abandonó en la primera etapa.

## Recorrido
Se sigue el mismo recorrido y el mismo kilometraje que en las ediciones precedentes, pero con tres etapas más, lo que hace que éstas sean un poco más cortas. La más larga es la penúltima, entre Metz y Dunkerque, de 433. Sólo otra etapa supera los 400 km, mientras que el 1924 fueron cinco las etapas de más de 400 km. Por primera vez se disputan etapas cercanas a los 200 km y hasta la séptima, con final en Bayona, queda por debajo de esa cifra.

## Desarrollo de la carrera

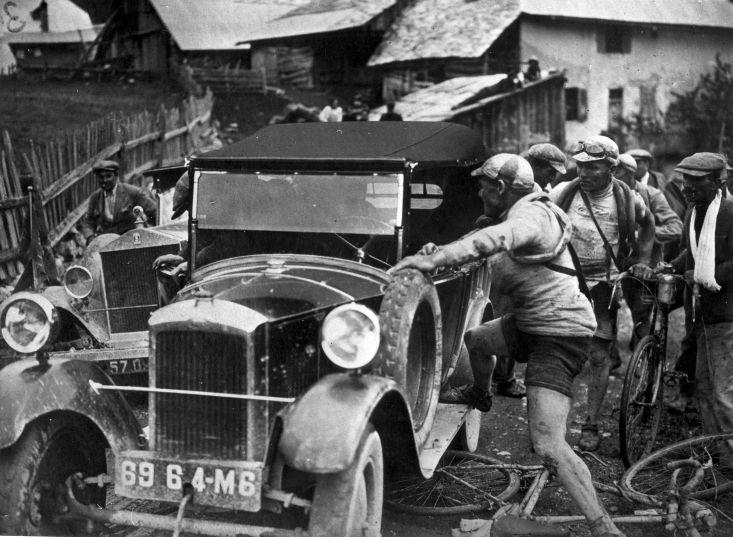
En la 13.ª etapa Félix Sellier fue atropellado por un coche. Sellier continuó corriendo, pero en esta fotografía se le puede ver muy enfadado.

Bottecchia, que defendía el título obtenido en la edición anterior, comenzó la carrera de la mejor manera posible, consiguiendo la victoria en la primera etapa. En 1924 no había tenido ningún tipo de problema en mantener el liderato durante toda la carrera, pero en esta edición Adelin Benoit, le quitó el liderato en la tercera etapa. A pesar de todo, Bottecchia solo se encontraba a ocho segundos en la clasificación general.
En la cuarta etapa Henri Pélissier, el vencedor del Tour de Francia 1923, abandona la carrera. En los años anteriores Pélissier había abandonado la carrera tras varios enfrentamiento con el organizador del Tour, Henri Desgrange, pero esta vez fue por problemas en las rodillas.  
En la séptima etapa, Benoit sufrió un pinchazo, y el equipo Automoto de Bottechia lo aprovechó para aumentar el ritmo y dejarlo atrás. Bottecchia, que ha había ganado la etapa anterior, se volvió a imponer, al tiempo que le quitaba el liderato a Benoit, al superarlo por cuatro minutos y medio.
En la octava etapa, en la que se tenían que superar el Col d'Aubisque, Tourmalet, el Aspin y el Peyresourde, Adelin Benoit ganó la etapa con casi 12 minutos sobre Bottechia y recuperó el liderato. En la novena etapa Bottecchia recuperó el liderato bajo la lluvia. Bottecchia pasó en primera posición por todos los puertos del día,  Ares, Portet-d'Aspet, Port y Col de Puymorens, y aunque la victoria de etapa fue para el luxemburgués Nicolas Frantz, quien superó a Benoit en más de 45 minutos. Al terminar la etapa, Frantz era segundo en la general a más de 13 minutos.
En las siguientes etapas Bottecchia fue ayudado por su compañero de equipo Lucien Buysse. Como contrapartida, Bottecchia permitió a Buysse ganar la undécima y la duodécima  etapa.
En el duodécima etapa Bottecchia y Buysse no se detuvieron a firmar en el control de paso de Niza, por lo que fueron penalizados con 10 minutos a posteriori. 
La decimotercera etapa, con el paso por los puertos de Allos, Vars e Izoard, supuso la victoria del italiano Bartolomeo Aimo y que Frantz perdiera cuatro minutos más en la general, quedando a 21 minutos de Bottecchia.
La 14.ª etapa, con el paso por el Galibier y la Aravis, supuso la pérdida de toda opción a la victoria final de Frantz, al perder 37 minutos más respecto a Bottecchia y quedar a casi una hora, con lo que la victoria para el italiano parecía asegurada. Hector Martin fue el vencedor, mientras que Aymo pasó a ser el segundo clasificado, a más de 55 minutos del líder.
Lucien Buysse se encontraba tres minutos tras Aymo. En la decimosexta etapa atacó junto a Nicolas Frantz, Albert Dejonghe y Hector Martin, superando a Aymo en cinco minutos. Buysse pasó a la segunda posición y Frantz a la tercera, tres segundos detrás de él.  
En la decimoséptima etapa Frantz no se pudo añadir a la escapada buena, algo que sí hicieron Buysse y Aymo, con lo que el italiano recuperaba la tercera posición. Bottecchia finalizó el Tour de la manera como la había comenzado, con una nueva victoria de etapa.

## Etapas
| Etapa | Fecha       | Recorrido                     | Distancia (km) | Ganador            | Líder              |
| ----- | ----------- | ----------------------------- | -------------- | ------------------ | ------------------ |
| 1.ª   | 21 de junio | París - Le Havre              | 340            | Ottavio Bottecchia | Ottavio Bottecchia |
| 2.ª   | 23 de junio | Le Havre - Cherburgo          | 371            | Romain Bellenger   | Ottavio Bottecchia |
| 3.ª   | 25 de junio | Cherburgo - Brest             | 405            | Louis Mottiat      | Adelin Benoît      |
| 4.ª   | 26 de junio | Brest - Vannes                | 208            | Nicolas Frantz     | Adelin Benoît      |
| 5.ª   | 27 de junio | Vannes - Les Sables d'Olonne  | 204            | Nicolas Frantz     | Adelin Benoît      |
| 6.ª   | 28 de junio | Les Sables d'Olonne - Burdeos | 293            | Ottavio Bottecchia | Adelin Benoît      |
| 7.ª   | 30 de junio | Burdeos - Bayona              | 189            | Ottavio Bottecchia | Ottavio Bottecchia |
| 8.ª   | 1 de julio  | Bayona - Luchon               | 326            | Adelin Benoît      | Adelin Benoît      |
| 9.ª   | 3 de julio  | Luchon - Perpiñán             | 323            | Nicolas Frantz     | Ottavio Bottecchia |
| 10.ª  | 5 de julio  | Perpiñán - Nimes              | 215            | Theophile Beeckman | Ottavio Bottecchia |
| 11.ª  | 6 de julio  | Nimes - Tolón                 | 215            | Lucien Buysse      | Ottavio Bottecchia |
| 12.ª  | 7 de julio  | Tolón - Niza                  | 280            | Lucien Buysse      | Ottavio Bottecchia |
| 13.ª  | 9 de julio  | Niza - Briançon               | 275            | Bartoloméo Aymo    | Ottavio Bottecchia |
| 14.ª  | 11 de julio | Briançon - Évian-les-Bains    | 303            | Hector Martin      | Ottavio Bottecchia |
| 15.ª  | 13 de julio | Évian-les-Bains - Mulhouse    | 373            | Nicolas Frantz     | Ottavio Bottecchia |
| 16.ª  | 15 de julio | Mulhouse - Metz               | 334            | Hector Martin      | Ottavio Bottecchia |
| 17.ª  | 17 de julio | Metz - Dunkerque              | 433            | Hector Martin      | Ottavio Bottecchia |
| 18.ª  | 19 de julio | Dunkerque - París             | 343            | Ottavio Bottecchia | Ottavio Bottecchia |

## Clasificación general

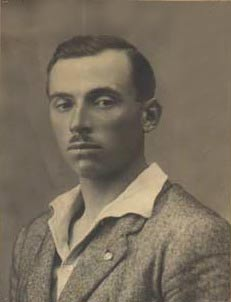
Ottavio Bottecchia, vencedor del Tour de Francia de 1925, en los años 20.

Per primera vez ningún ciclista francés acaba entre los 10 primeros clasificados. También es la primera vez que dos de los tres ciclistas que ocupan el podio son italianos.
| Clasificación general |                    |             |                   |
| Ciclista              | Ciclista           | Equipo      | Tiempo            |
| --------------------- | ------------------ | ----------- | ----------------- |
| 1.º                   | Ottavio Bottecchia | Autómoto    | 219 h 10 min 18 s |
| 2.º                   | Lucien Buysse      | Automoto    | + 54 min 20 s     |
| 3.º                   | Bartolomeo Aymo    | Alcyon      | + 56 min 37 s     |
| 4.º                   | Nicolas Frantz     | Alcyon      | + 1 h 11 min 24 s |
| 5.º                   | Albert Dejonghe    | J.B. Louvet | + 1 h 27 min 42 s |
| 6.º                   | Théophile Beeckman | Thomann     | + 2 h 24 min 43 s |
| 7.º                   | Omer Huyse         | Armor       | + 2 h 33 min 38 s |
| 8.º                   | Auguste Verdijck   | Christophe  | + 2 h 44 min 36 s |
| 9.º                   | Félix Sellier      | Alcyon      | + 2 h 45 min 59 s |
| 10.º                  | Federico Gay       | Meteore     | + 4 h 06 min 03 s |

| Clasificación final (11–49) |                     |             |                    |
| Ciclista                    | Ciclista            | Equipo      | Tiempo             |
| --------------------------- | ------------------- | ----------- | ------------------ |
| 11.º                        | Romain Bellenger    | Alcyon      | + 4 h 26 min 10 s  |
| 12.º                        | Adelin Benoit       | Thomann     | + 4 h 37 min 14 s  |
| 13.º                        | Jean Alavoine       | J.Alavoine  | + 4 h 39 min 48 s  |
| 14.º                        | Hector Martin       | J.B. Louvet | + 4 h 48 min 44 s  |
| 15.º                        | Jules Buysse        | Automoto    | + 5 h 07 min 33 s  |
| 16.º                        | Léon Despontin      | Touriste    | + 5 h 28 min 07 s  |
| 17.º                        | Emile Hardy         | Christophe  | + 6 h 39 min 01 s  |
| 18.º                        | Eugène Christophe   | J.B. Louvet | + 6 h 55 min 31 s  |
| 19.º                        | Giovanni Rossignoli | Touriste    | + 7 h 18 min 13 s  |
| 20.º                        | Raymond Englebert   | Labor       | + 7 h 30 min 06 s  |
| 21.º                        | Michele Gordini     | Touriste    | + 7 h 31 min 40 s  |
| 22.º                        | Émile Masson Sr.    | Alcyon      | + 8 h 55 min 18 s  |
| 23.º                        | Eugène Dhers        | Touriste    | + 9 h 34 min 16 s  |
| 24.º                        | Henri Touzard       | Touriste    | + 9 h 38 min 06 s  |
| 25.º                        | Alfonso Piccin      | Christophe  | + 9 h 47 min 24 s  |
| 26.º                        | Angelo Gremo        | Meteore     | + 9 h 55 min 12 s  |
| 27.º                        | Giovanni Canova     | Touriste    | + 10 h 24 min 50 s |
| 28.º                        | Arturo Bresciani    | Meteore     | + 10 h 38 min 43 s |
| 29.º                        | Charles Martinet    | Touriste    | + 11 h 51 min 53 s |
| 30.º                        | Maurice Arnoult     | Touriste    | + 12 h 26 min 04 s |
| 31.º                        | Louis Mottiat       | Alcyon      | + 13 h 26 min 54 s |
| 32.º                        | Mose Arosio         | Touriste    | + 15 h 23 min 17 s |
| 33.º                        | Umberto Berni       | Touriste    | + 15 h 49 min 19 s |
| 34.º                        | Charles Roux        | Touriste    | + 15 h 58 min 38 s |
| 35.º                        | Alfons Standaert    | Labor       | + 16 h 09 min 19 s |
| 36.º                        | Vincenzo Bianco     | Touriste    | + 17 h 12 min 16 s |
| 37.º                        | Charles Loew        | Touriste    | + 19 h 00 min 10 s |
| 38.º                        | Antoine Riera       | Touriste    | + 19 h 07 min 32 s |
| 39.º                        | Henri Rubert        | Touriste    | + 20 h 39 min 31 s |
| 40.º                        | Charles Krier       | Touriste    | + 21 h 20 min 40 s |
| 41.º                        | Charles Cento       | Touriste    | + 23 h 04 min 54 s |
| 42.º                        | Roger Lacolle       | Meteore     | + 23 h 32 min 54 s |
| 43.º                        | Edouard Teisseire   | Touriste    | + 25 h 22 min 18 s |
| 44.º                        | Henri Miège         | Touriste    | + 25 h 50 min 56 s |
| 45.º                        | Edouard Petre       | Touriste    | + 27 h 13 min 41 s |
| 46.º                        | Lucien Prudhomme    | Touriste    | + 27 h 17 min 45 s |
| 47.º                        | Arthur Hendryckx    | Touriste    | + 30 h 26 min 16 s |
| 48.º                        | François Chevalier  | Touriste    | + 34 h 24 min 36 s |
| 49.º                        | Fernand Besnier     | Touriste    | + 36 h 10 min 50 s |

### Otras clasificaciones
La clasificación de los touriste-routiers, ciclistas que no pertenecían a ningún equipo a los cuales no se les permitía ningún tipo de asistencia, fue ganada por Léon Despontin.
El diario organizador de la carrera, L'Auto nombró a Ottavio Bottecchia el meilleur grimpeur, el mejor escalador. Este título no oficial es el predecesor de la clasificación de la montaña.

## A posteriori
La victoria en el Tour de Francia de 1925 fue la última gran victoria de Bottecchia. En 1926 volvió a tomar parte, pero tuvo que abandonar los Pirineos. El 14 de junio de 1927, mientras se entrenaba por correr el Tour, fue encontrado en un arcén de una carretera, lleno de azules y con una importante fractura de cráneo. Su bicicleta se encontraba intacta, apoyada en un árbol cercano. A pesar de ser llevado rápidamente al hospital murió poco después.
El vencedor del Tour de 1923, Henri Pélissier, disputó su último Tour de Francia.
Durante la carrera Bottecchia había prometido a Lucien Buysse la mitad de sus ganancias, porque necesitaba ayuda. Buysse estaba contento con este acuerdo, y no tratar de ganar el Tour. Al terminar la carrera Buysse dijo a sus familiares que estaba contento de cómo habían ido las cosas, pero que al año siguiente intentaría ganar la carrera, como así hizo.